# Anastasio (arcivescovo di Tirana)
Anastasio, nato Anastasios Giannoulatos (in greco Αναστάσιος Γιαννουλάτος?; in albanese: Anastas Janullatosi; Il Pireo, 4 novembre 1929 – Atene, 25 gennaio 2025), è stato un arcivescovo ortodosso greco con cittadinanza albanese, arcivescovo di Tirana, Durazzo e di tutta l'Albania e Primate della Chiesa ortodossa autocefala albanese dal 24 giugno 1992 fino alla sua morte.
Fu uno degli otto presidenti del Consiglio mondiale delle chiese, eletto il 22 febbraio 2006.

## Biografia

### Istruzione e sacerdozio
Anastasios Giannoulatos nacque il 4 novembre 1929 nel Pireo in una famiglia originaria di Cefalonia. Dopo aver terminato gli studi secondari, entrò nella Facoltà di Teologia all'Università di Atene nel 1947, dove si laureò nel 1952.
Fu ordinato diacono il 7 agosto 1960, poi presbitero il 24 maggio 1964. Poco dopo partì per l'Uganda, dove prestò servizio per qualche tempo come sacerdote. Tornato poi in Grecia, nel 1965 iniziò gli studi di storia delle religioni ed etnologia nelle università di Amburgo e Marburgo, diventando poi ricercatore presso la Makerere University di Kampala. Durante il suo soggiorno in Germania, fu sacerdote della comunità greca. Nel 1970 conseguì un dottorato in teologia summa cum laude. Nel 1972 divenne professore associato di storia delle religioni all'Università di Atene e poi professore ordinario nel 1976.

### Episcopato
Il 19 novembre 1972 ricevette la chirotonia episcopale con il titolo di vescovo di Androussa da Girolamo I, arcivescovo di Atene e di tutta la Grecia. Nel 1980, grazie alla sua buona conoscenza dell'Africa, fu nominato vescovo nell'Africa orientale (la sua diocesi copriva Kenya, Uganda, Tanzania). Sotto la sua guida, fu aperto un seminario e furono costruite 67 nuove chiese, nonché scuole e centri medici. Supervisionò la traduzione di libri liturgici in quattro lingue locali.

### Primate della Chiesa d'Albania
Nel 1991, in seguito alla caduta del comunismo, la Chiesa ortodossa albanese cercò di riprendersi. Bandita sotto il regime comunista (che aveva bandito tutte le religioni e dichiarato l'Albania uno stato ufficialmente ateo), nei primi anni '90 aveva solo 22 chierici, rispetto ai 440 del 1940.
In questo contesto, il Patriarca di Costantinopoli Dimitri I mandò il vescovo Anastasio in Albania per aiutare a ripristinare la chiesa locale. Arrivò a Tirana nel luglio 1991. Il 2 agosto 1992 fu intronizzato come arcivescovo di Tirana e Durazzo, divenendo quindi Primate della Chiesa ortodossa d'Albania.
Riorganizzò tutta la vita religiosa locale nonostante le difficoltà. Vennero riaperte oltre 400 parrocchie in disuso, in seguito verranno costruite 150 nuove chiese, verranno formati e ordinati 150 nuovi chierici. Allo stesso tempo, furono creati istituti di istruzione superiore e centri di formazione nei settori della sanità, dell'istruzione e dello sviluppo rurale.
Durante la guerra del Kosovo, mise in piedi un vasto programma umanitario che permise di aiutare più di 40000 rifugiati nel paese. Nel 1998 fu nominato membro onorario dell'Accademia teologica di Mosca. Nel 2000, fu candidato per il premio Nobel per la pace. È presidente onorario della conferenza mondiale delle religioni per la pace.

## Controversie

### Critiche sulla grecizzazione
Seppure un articolo dello Statuto della Chiesa Ortodossa Autocefala Albanese KOASH (Kisha Ortodokse Autoqefale Shqiptare), riconosciuta solo nel 1937, impone esplicitamente l'uso della lingua albanese nei santi uffici nelle liturgie e che l'Arcivescovo "debba essere Albanese di sangue e di lingua", la soluzione nel 1991 di un greco come Arcivescovo, in seguito alle pressioni palesi o celate della Chiesa greca, destò molte polemiche accese tra gli stessi albanesi ortodossi, quanto ai cattolici e nonché ai musulmani. Benché è stata ritenuta una misura provvisoria, fino alla formazione del clero locale in grado di ricoprire gli alti gradi della gerarchia religiosa, ormai, a condizioni mutate attuali dell'Albania, con un clero ortodosso ormai ampiamente formato, la permanenza dell'Arch. Anastasio appare sempre meno legata allo sviluppo dell'ortodossia albanese che ad altri intenti.
Nella cerimonia per la consacrazione della nuova Cattedrale Ortodossa di Tirana, a maggio 2014, la messa tenuta in lingua greca dall'Arcivescovo, contravvenendo allo statuto della stessa KOASH, ha irritato non poco l'opinione pubblica, finendo per alimentare ancora una volta la tradizionale diffidenza albanese verso la Grecia, che affonda le radici proprio nella Megali Idea, mai sconfessata da parte greca. I critici imputano all'Arch. Anastasio di lavorare per ellenizzare della gente del sud, già cattolica di rito “greco”-bizantino, e la KOASH; la stessa KOASH, dipendente attualmente in gran parte da finanziamenti provenienti da enti religiosi in Grecia, cerca di contenere le polemiche e difende l'operato dell'Arcivescovo.